# Stazione meteorologica di Gambatesa
La stazione meteorologica di Gambatesa è la stazione meteorologica di riferimento per la località di Gambatesa.

## Coordinate geografiche
La stazione meteo si trova nell'Italia meridionale, in Molise, in provincia di Campobasso, nel comune di Gambatesa, ad un'altezza di 468 metri s.l.m. e alle coordinate geografiche 41°31′N 14°55′E.

## Dati climatologici
In base alla media trentennale di riferimento 1961-1990, la temperatura media del mese più freddo, gennaio, si attesta a +4,8 °C; quella del mese più caldo, agosto, è di +23,7 °C  .
| Gambatesa          | Mesi | Mesi | Mesi | Mesi | Mesi | Mesi | Mesi | Mesi | Mesi | Mesi | Mesi | Mesi | Stagioni | Stagioni | Stagioni | Stagioni | Anno |
| Gambatesa          | Gen  | Feb  | Mar  | Apr  | Mag  | Giu  | Lug  | Ago  | Set  | Ott  | Nov  | Dic  | Inv      | Pri      | Est      | Aut      | Anno |
| ------------------ | ---- | ---- | ---- | ---- | ---- | ---- | ---- | ---- | ---- | ---- | ---- | ---- | -------- | -------- | -------- | -------- | ---- |
| T. max. media (°C) | 8,0  | 9,5  | 12,3 | 17,0 | 21,5 | 26,3 | 29,4 | 29,8 | 25,0 | 18,6 | 13,3 | 9,9  | 9,1      | 16,9     | 28,5     | 19,0     | 18,4 |
| T. min. media (°C) | 1,6  | 2,0  | 4,1  | 7,1  | 11,0 | 14,6 | 17,5 | 17,7 | 14,9 | 10,6 | 7,2  | 4,0  | 2,5      | 7,4      | 16,6     | 10,9     | 9,4  |